# بازیابی سرزمین

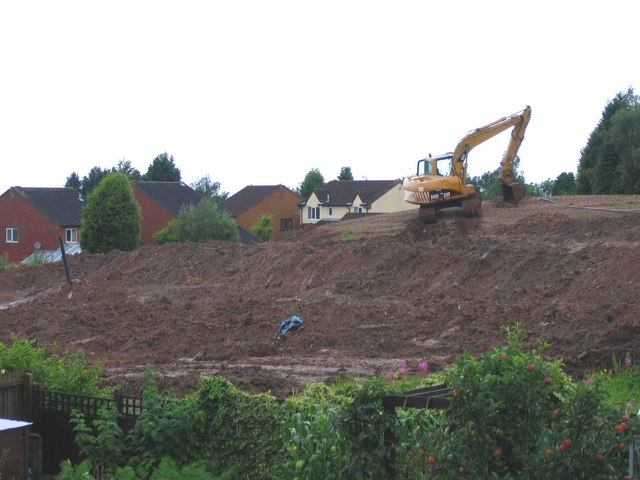
فرایند پاکسازی در مارلبروک در محل پیشین دفن زباله

بازیابی زمین (به انگلیسی: Land recycling) کاربرد دوباره از املاک رهاشده، خالی یا کم استفاده برای بازتوسعه یا تغییر کاربری است.
هدف بازیابی زمین اطمینان از کاربری دوباره از زمین توسعه‌یافته به عنوان بخشی از موارد زیر است: توسعه‌های جدید، آلودگی‌زدایی؛ استفاده دوباره و/یا استفاده از زمین‌های مستعمل احاطه شده توسط توسعه یا زیرساخت‌های پیرامون. مصرف نهایی بازیابی زمین ممکن است شامل موارد زیر باشد: توسعه‌های با کاربری چندجانبه، مسکونی، تجاری یا صنعتی. و/یا فضای باز عمومی مانند فضای باز شهری مورد استفاده پارک‌های شهری، باغ‌های مشارکتی؛ یا ذخایر فضای باز بزرگ‌تر مانند پارک‌های منطقه‌ای.